# ويليام هنري رايت
ويليام هنري رايت (بالإنجليزية: William Henry Wright)‏ هو مستكشف وجيولوجي جنوب أفريقي، ولد في 21 أبريل 1876، وتوفي في 20 سبتمبر 1951.